# Boulevard de la Croix-Rousse
Le boulevard de la Croix-Rousse est un boulevard du quartier de la la Croix-Rousse marquant la limite entre les 1er et 4e arrondissements de Lyon, en France.

## Situation
Légèrement en pente, il traverse la Croix-Rousse d'est en ouest, marquant la limite entre les deux arrondissements, entre les pentes et le plateau de la Croix-Rousse.

## Origine du nom
Le nom actuel est attribué en février 1871.

## Histoire

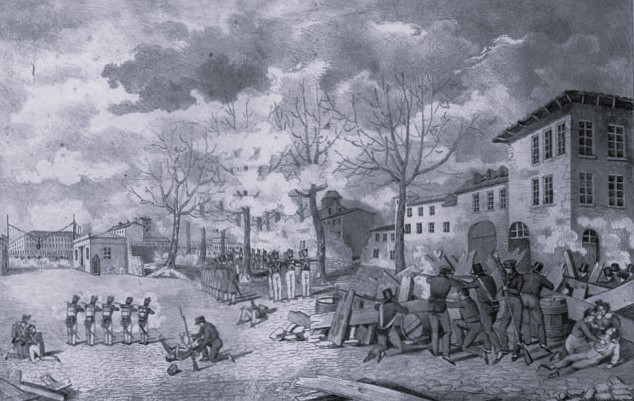
Première révolte des canuts en 1831, bataille de la place des Bernardines (aujourd'hui boulevard de la Croix-Rousse).

En 1852, date du rattachement de la Croix-Rousse à Lyon, le rempart de la Croix-Rousse, muraille reconstruite en 1834 sur le tracé d'un ancien rempart du XVIe siècle démoli après le siège de 1793, est détruit pour faciliter l'intégration de ce nouveau quartier dans la ville, permettant la réalisation en 1865 du boulevard de l'Empereur sur l'emplacement même des anciennes fortifications. La mairie du jeune quatrième arrondissement y fut construite, et des arbres plantés.
Très vite, le Marché de la Croix-Rousse s'y installe, ainsi que la vogue (ancienne fête paroissiale de l'église Saint-Denis).
De 1863 à 1914, le boulevard est traversé par une voie unique qui desservait la gare de Lyon-Croix-Rousse (ligne de Lyon-Croix-Rousse à Trévoux, surnommée « la Galoche »), accolée à la station haute du funiculaire de la rue Terme. La gare est déplacée en 1914 au nord de la place des Tapis.

## Sites et monuments
- Le collège de la Tourette, ancien IUFM de Lyon, est installé dans l'ancienne école normale d'institutrices (inaugurée le 30 septembre 1879 par Jules Ferry).
- Le clos Jouve, un des plus grands terrains de boules de Lyon et l'un des plus anciens de France, remplacé en 2020 par un jardin public.
- Le Gros Caillou, l'un des symboles du quartier.

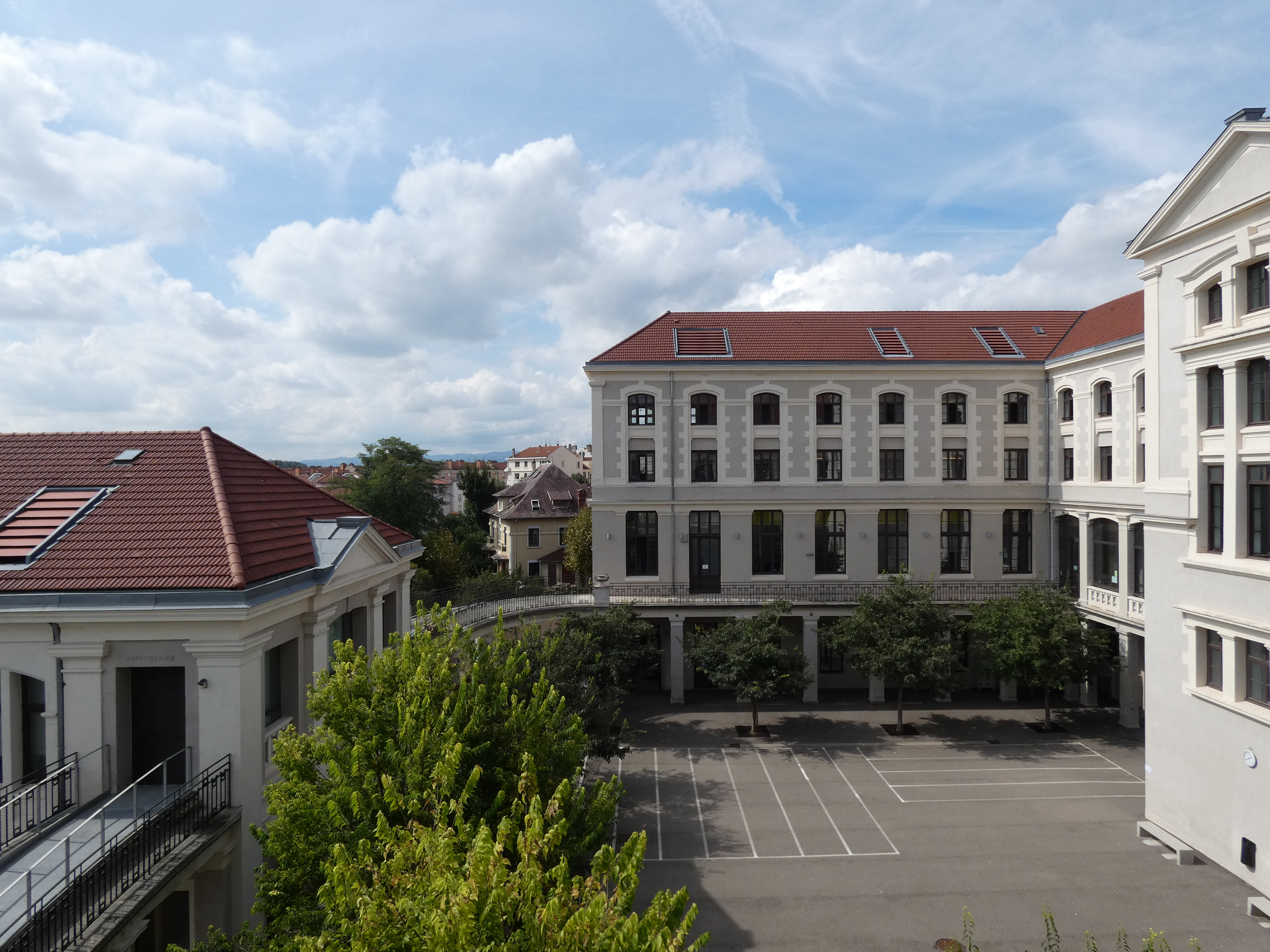
Le collège de la Tourette.
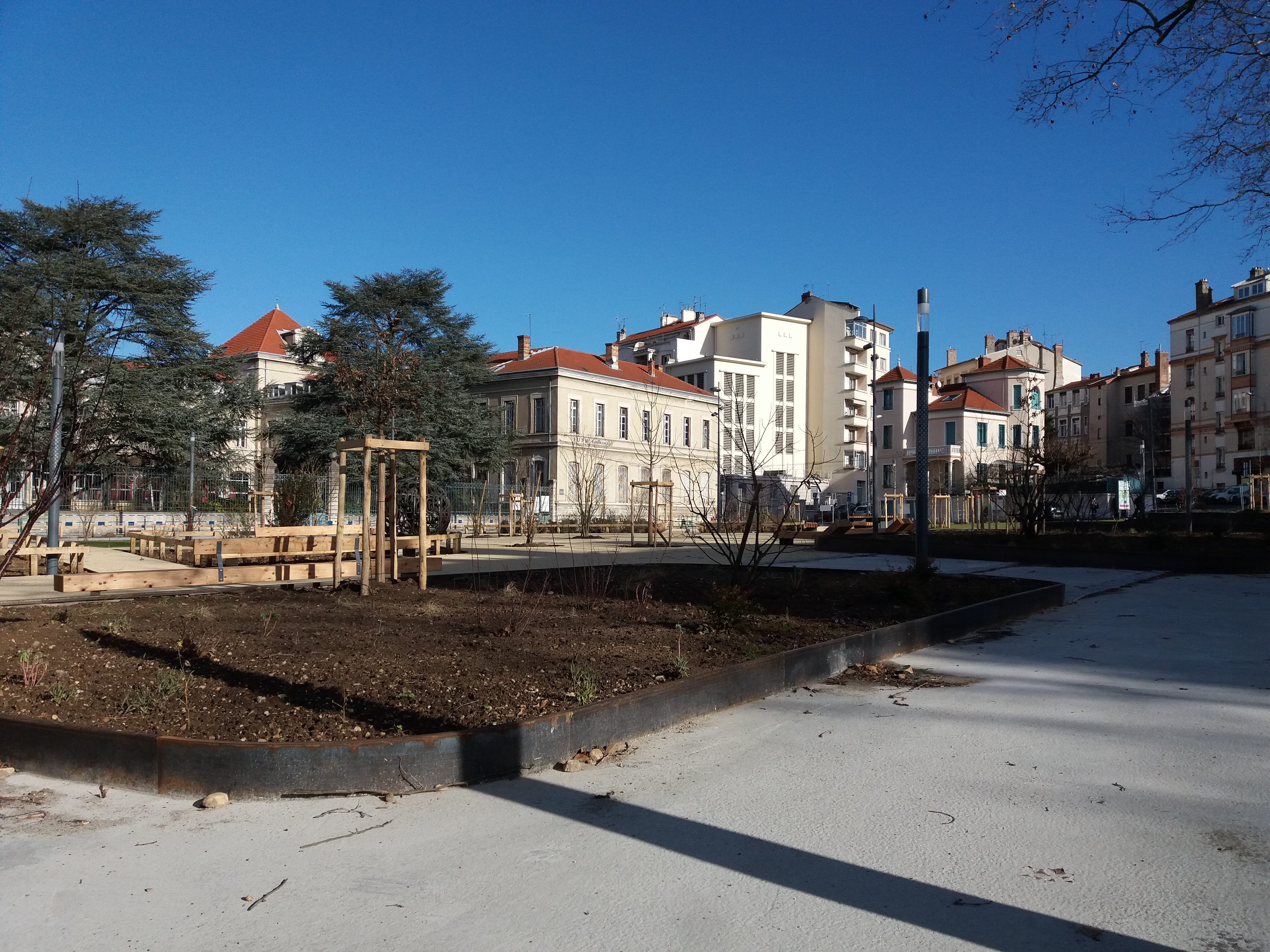
Le clos Jouve.
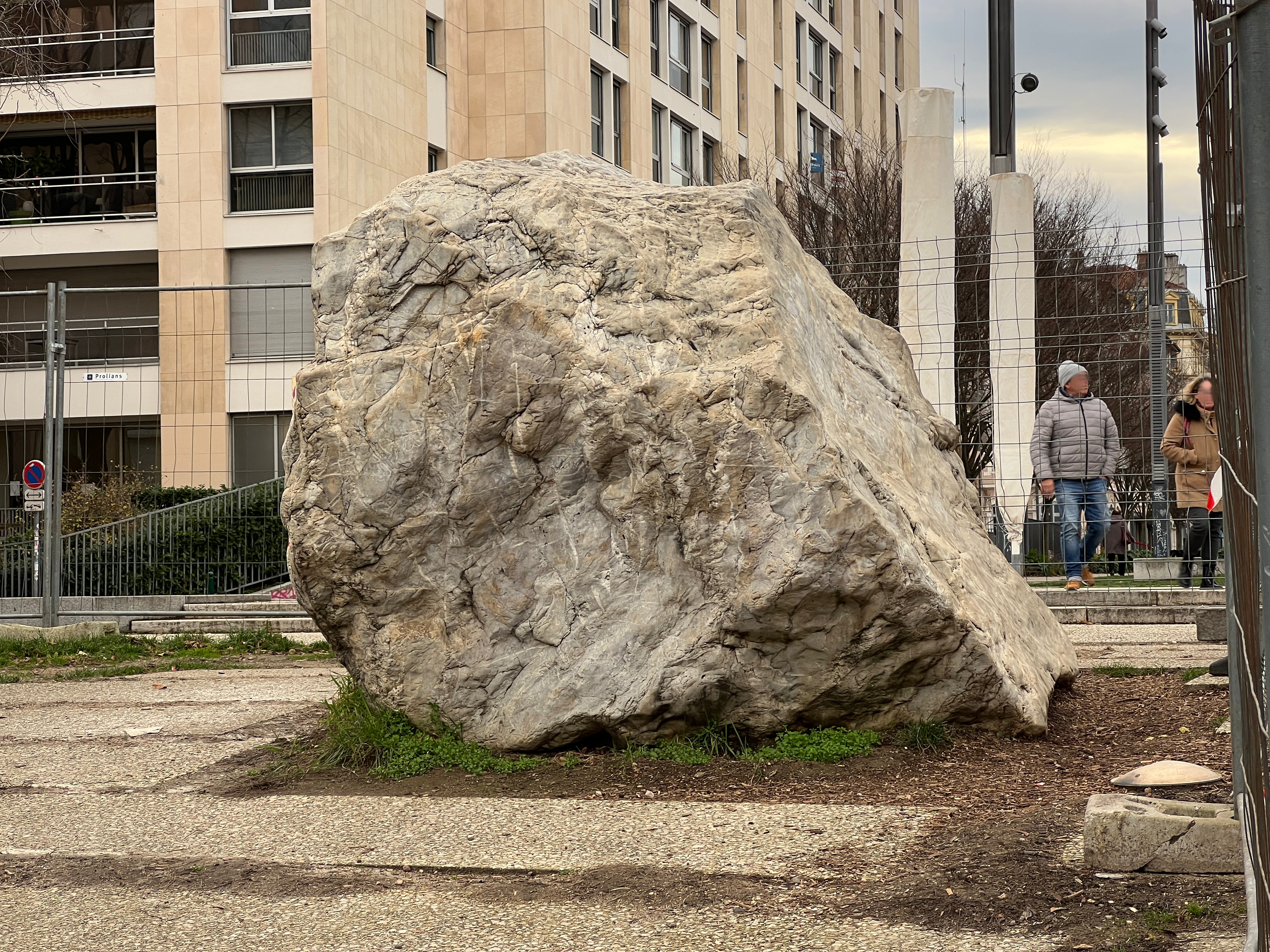
Le Gros Caillou

## Événements
- Le « grand » marché de la Croix-Rousse, qui s'étend le long du boulevard (sur près d'1 km) tous les jours sauf le lundi.
- La vogue des Marrons, chaque automne.

## Accessibilité
Ce site est desservi par la station de métro Croix-Rousse.
Vélo'v : station place de la Croix-Rousse.